# Franz Josef Popp
Franz Josef Popp (Beč, 14. siječnja 1886. - Stuttgart, 29. srpnja 1954.), jedan od trojice odgovornih ljudi za osnivanje BMW AG-a i prvi generalni direktor BMW AG-a od 1922. do 1942. godine.
Mnogo različitih kandidata imenovano je "osnivačima" BMW AG-a. U odsutnosti Karla Rappa, Gustava Otta, Maxa Friza ili Camilla Castiglionija kompanija vjerojatno nikad ne bi bila nastala. No, Franz Josef Popp jest sigurno ona prva snaga u razvoju automobilske kompanije kakvu danas poznajemo. Bio je generalni direktor kompanije od njezina osnutka sve dok nije bio prisiljen napustiti položaj 1942. godine.

## Više informacija
- Povijest BMW-a

## Vanjske poveznice
- BMW Group archives  Arhivirana inačica izvorne stranice od 17. ožujka 2022. (Wayback Machine)